# Aujuittuq
Aujuittuq, o Grise Fiord, és un petit assentament inuit a l'illa Ellesmere, al territori de Nunavut (Canadà). Aujuittuq significa en inuktitut "lloc que mai es desglaça", mentre que Grise Fiord significa "fiord dels porcs" en noruec. Té 129 habitants (2016). Pertany al territori de Nunavut, Canadà. Malgrat tenir tan pocs habitants és l'assentament més poblat dels tres d'Ellesmere. L'assentament va ser creat el 1953 pel govern canadenc durant la Guerra Freda. traslladant població inuit des del Quebec, anys després el govern va indemnitzar aquestes famílies. És un dels llocs habitats més freds del món amb una temperatura mitjana de -16.5 °C amb una mínima absoluta de -62 °C, la temperatura mitjana de gener és de -33 °C i la de juliol de +2 °C. Compta amb un aeroport.

## Geografia
Grise Fiord és l'assentament civil més al nord del Canadà a 76° 26′ N, però l'estació militar d'Alert, amb personal permanent, està més al nord. L'assentament se situa a la punta sud de l'illa d'Ellesmere i al nord del cercle polar àrtic a la Serralada àrtica.